# Тихомиров, Борис Анатольевич
Бори́с Анато́льевич Тихоми́ров (1909—1976) — советский ботаник, специалист по флоре и растительности Крайнего Севера, Заслуженный деятель науки РСФСР.

## Биография
Родился Борис Тихомиров в семье фельдшера близ Вологды 24 июля 1909 года. Учился в школе в Вологде, в 1926 году поступил на агрономический факультет Тимирязевской академии в Москве. Окончил Академию в 1930 году, после чего стал сотрудником Института лугов и пастбищ, участвовал в Дальневосточной экспедиции, проводимой этим институтом.
С 1934 года Тихомиров учился в аспирантуре Ботанического института АН СССР, в 1935 году ему была присвоена степень кандидата биологических наук. Также в 1935 году Б. А. Тихомиров вместе с Борисом Николаевичем Городковым ездил на экспедицию в Якутию.
В 1944 году Борис Анатольевич Тихомиров стал доктором биологических наук. 
В 1946—1949 годах он участвовал в нескольких экспедициях на Таймыр. 
С 1952 года Б. А. Тихомиров руководил сектором растительности Севера отдела геоботаники БИН, впоследствии — лабораторией Крайнего Севера. 
Осенью 1955 года, по дпнным В. Н. Сойфера, Б. А. Тихомиров сначала поставил свою подпись под антилысенковским "Письмом трёхсот", а позже попросил её вычеркнуть. 
В 1966 году Тихомиров организовал в посёлке Тарея на западе Таймыра Таймырский биогеоценологический стационар.
Б. А. Тихомиров длительное время преподавал в Петрозаводском государственном университете, с 1955 года — в Ленинградском государственном университете.
С 1957 года Борис Анатольевич был вице-президентом Всесоюзного ботанического общества, с 1964 по 1968 год он являлся заместителем главного редактора «Ботанического журнала». 
В 1972 году на заседании Президиума АН СССР был заслушан доклад Б. А. Тихомирова о перспективах изучения ресурсов Севера.
Скончался 4 июля 1976 года.

## Семья
- Жена — ?[2]
  - Сын — Феликс Борисович Чернявский (1935—2007) — зоолог, директор института биологических проблем Севера ДВО РАН (1992—2005)[2].
  - Сын — ?[2]

## Некоторые научные работы
- Тихомиров Б. А. О растительности эпохи мамонта на севере Сибири // Природа : журнал. — 1951. — № 1. — С. 31—40.
- Тихомиров Б. А. Взаимосвязи животного мира и растительного покрова тундры. — М.—Л., 1959. — 103 с.
- Тихомиров Б. А. Безлесье тундры, его причины и пути преодоления / отв. ред. А. И. Толмачёв. — М.—Л., 1962. — 87 с.
- Тихомиров Б. А. Очерки по биологии растений Арктики / отв. ред. А. И. Толмачёв. — М.—Л., 1964. — 154 с.